# Hannó (204 aC)
Hannó era un jove noble cartaginès enviat l'any 204 aC amb 500 cavallers per reconèixer i vigilar a Publi Corneli Escipió Africà Major que acabava de desembarcar a Àfrica.
Es va apropar massa al campament romà i va ser descobert i atacat per la cavalleria romana, i el van derrotar i matar juntament amb el seu cos de cavallers. En parla Titus Livi.